# مصرف الشارقة الإسلامي
مصرف الشارقة الإسلامي، المعروف سابقاً باسم بنك الشارقة الوطني، هو بنك إسلامي مدرج في البورصة مقره في إمارة الشارقة في دولة الإمارات العربية المتحدة. تأسس البنك في عام 1976 وفي عام 2004 تحول إلى بنك متوافق تماماً مع أحكام الشريعة الإسلامية. يقدم البنك منتجات وخدمات متوافقة مع أحكام الشريعة الإسلامية لخدمة الأفراد والشركات والمؤسسات والمستثمرين.

مبنى مصرف الشارقة الإسلامي في منطقة اكسبو الشارقة

باعتباره بنكًا إسلاميًا، يعمل مصرف الشارقة الإسلامي وفقًا لمبادئ الشريعة الإسلامية. وهذا يعني أنه لا يتقاضى أو تدفع فائدة، ولا يشارك في أي معاملات تنطوي على الربا. وبدلاً من ذلك، يستخدم مصرف الشارقة الإسلامي تقنيات التمويل الإسلامي مثل تقاسم الأرباح والتأجير والشراكة لتزويد عملائه بخدمات مالية تتوافق مع مبادئ الشريعة الإسلامية.
وفي أغسطس 2021، أعلن مصرف الشارقة الإسلامي عن إطلاق حساب رقمي جديد يتيح للعملاء استخدام تطبيق المصرف الذكي لفتح حساب إلكتروني دون الحاجة لزيارة الفرع.

## الاكاديمية
اكاديمية مصرف الشارقة الإسلامي وحدة إدارية تعني بتعزيز مفاهيم التميز، ساهمت في فوز المصرف بالعديد من جوائز الجودة والتميز.تهدف إلى تحقيق التزامات المصرف نحو تطوير معايير الكفاءة لدى الكوادر المهنية في مجتمع الإمارات. الشريك الاستراتجي للاكاديمية إدارة التميز لقطاع الأعمال في دائرة التنمية الاقتصادية في حكومة دبي شركاء آخرين.

## وصلات خارجية
- الموقع الرسمي